# Elecciones a la Asamblea Constituyente de Austria de 1919
Las elecciones a la Asamblea Constituyente se llevaron a cabo en Austria el 16 de febrero de 1919. El resultado fue una victoria para el Partido Socialdemócrata Obrero, que obtuvo 72 de los 170 escaños. El partido fue apoyado en gran parte por la clase obrera, mientras que los agricultores y la clase media votaron principalmente por el Partido Socialcristiano. La participación electoral fue del 84,4%. En general, se considera como la primera elección libre celebrada en Austria.
Los ciudadanos alemanes que vivían en Austria y los alemanes de los Sudetes que vivían en la recién formada Checoslovaquia pudieron votar en las elecciones, a pesar de las objeciones de las autoridades checoslovacas. A los ciudadanos austriacos que vivían en Alemania también se les permitió votar en las elecciones para la Asamblea Nacional de Weimar en el mismo año.
La primera reunión de la asamblea tuvo lugar el 4 de marzo de 1919. Los socialdemócratas alemanes de los Sudetes organizaron una serie de manifestaciones en apoyo de su derecho de autodeterminación. En siete ciudades murieron 54 personas y otras 84 resultaron heridas por el ejército y la policía checas.
Los dos partidos principales, el SDAPÖ y el CS, formaron un gobierno de coalición después de las elecciones. Al año siguiente entró en vigor una nueva Constitución.

## Resultados
| Partido                                          | Votos     | %    | Escaños |
| ------------------------------------------------ | --------- | ---- | ------- |
| Partido Socialdemócrata Obrero                   | 1,211,814 | 40.8 | 72      |
| Partido Social Cristiano                         | 1,068,382 | 35.9 | 69      |
| Partido de los Nacionales Alemanes               | 173,881   | 5.8  | 8       |
| Checoslovacos                                    | 67,514    | 2.3  | 1       |
| Demócratas Alemanes                              | 64,078    | 2.2  | 3       |
| Partido Popular Alemán                           | 59,918    | 2.0  | 2       |
| Partido Alemán de la Libertad y el Orden         | 56,365    | 1.9  | 5       |
| Demócratas Centristas                            | 48,847    | 1.6  | 1       |
| Partido de los Agricultores Estirios             | 47,078    | 1.6  | 3       |
| Partido Nacional Democrático                     | 46,577    | 1.6  | 0       |
| Asociación de Agricultores Carintios             | 33,412    | 1.1  | 2       |
| Partido de los Trabajadores Nacional Socialistas | 23,334    | 0.8  | 0       |
| Comité Electoral de los Pueblos Alemanes         | 15,679    | 0.5  | 1       |
| Demócratas                                       | 15,133    | 0.5  | 0       |
| Asociación Democrática de Ciudades               | 12,336    | 0.4  | 1       |
| Asociación Empresarial Liberal de Salzburgo      | 8,507     | 0.3  | 1       |
| Partido Nacional Judío                           | 7,760     | 0.3  | 1       |
| Partido Democrático de la Clase Media            | 5,967     | 0.2  | 0       |
| Partido de la Economía Democrática               | 3,909     | 0.1  | 0       |
| Partido Popular Democrático de Austria           | 1,688     | 0.1  | 0       |
| Trepipartei                                      | 864       | 0.0  | 0       |
| Partido de los Trabajadores Políticos Económicos | 411       | 0.0  | 0       |
| Votos nulos/en blanco                            | 24,843    | –    | –       |
| Total                                            | 2,998,297 | 100  | 170     |
| Votantes registrados/participación               | 3,554,242 | 84.4 | –       |
| Fuente: Nohlen & Stöver                          |           |      |         |